# Mumbai City Football Club 2020-2021
Questa voce raccoglie le informazioni riguardanti il Mumbai City nelle competizioni ufficiali della stagione 2020-2021.

## Maglie e sponsor
| Casa | Trasferta |

Lo sponsor tecnico, da questa stagione, è Puma.

## Organico

### Rosa
| N. |                        | Ruolo | Calciatore          |
| -- | ---------------------- | ----- | ------------------- |
| 1  | India (bandiera)       | P     | Amrinder Singh      |
| 2  | India (bandiera)       | D     | Mohammad Rakip      |
| 3  | India (bandiera)       | D     | Tondonba Singh      |
| 4  | India (bandiera)       | D     | Amey Ranawade       |
| 5  | Marocco (bandiera)     | C     | Ahmed Jahouh        |
| 6  | Spagna (bandiera)      | C     | Hernán Santana      |
| 7  | Francia (bandiera)     | C     | Hugo Boumous        |
| 9  | Inghilterra (bandiera) | A     | Adam le Fondre      |
| 10 | Nigeria (bandiera)     | A     | Bartholomew Ogbeche |
| 11 | India (bandiera)       | C     | Raynier Fernandes   |
| 12 | India (bandiera)       | C     | Bidyananda Singh    |
| 14 | India (bandiera)       | C     | Rowllin Borges      |
| 15 | India (bandiera)       | D     | Mehtab Singh        |

| N. |                     | Ruolo | Calciatore             |
| -- | ------------------- | ----- | ---------------------- |
| 17 | India (bandiera)    | C     | Mandar Rao Dessai      |
| 19 | India (bandiera)    | A     | Pranjal Bhumij         |
| 20 | India (bandiera)    | C     | Jackichand Singh       |
| 21 | Giappone (bandiera) | C     | Cy Goddard             |
| 22 | India (bandiera)    | A     | Vikram Pratap Singh    |
| 23 | India (bandiera)    | C     | Vignesh Dakshinamurthy |
| 24 | India (bandiera)    | P     | Vikram Lakhbir Singh   |
| 25 | Senegal (bandiera)  | D     | Mourtada Fall          |
| 29 | India (bandiera)    | C     | Bipin Singh            |
| 30 | India (bandiera)    | P     | Nishit Shetty          |
| 31 | India (bandiera)    | D     | Valpuia                |
| 34 | India (bandiera)    | P     | Phurba Lachenpa        |
| 39 | India (bandiera)    | C     | Asif Khan              |

### Staff tecnico
- Sergio Lobera - Allenatore
- Jesús Tato - Assistente
- Anthony Fernandes - Assistente
- Manuel Sayabera - Preparatore atletico
- Prateek Maira - Team Manager

## Calciomercato
| Acquisti | Acquisti               | Acquisti         | Acquisti   |
| R.       | Nome                   | da               | Modalità   |
| -------- | ---------------------- | ---------------- | ---------- |
| P        | Phurba Lachenpa        | Real Kashmir     | Definitivo |
| P        | Amrinder Singh         |                  |            |
| P        | Nishit Shetty          | Mumbai City B    | Definitivo |
| P        | Vikram Lakhbir Singh   | Mumbai City B    | Definitivo |
| D        | Mehtab Singh           | East Bengal      | Definitivo |
| D        | Tondonba Singh         | Chennaiyin       | Definitivo |
| D        | Mourtada Fall          | FC Goa           | Definitivo |
| D        | Mohammad Rakip         | Kerala Blasters  | Definitivo |
| D        | Sarthak Golui          |                  |            |
| D        | Valpuia                |                  |            |
| C        | Asif Khan              |                  |            |
| C        | Bipin Singh            |                  |            |
| C        | Paulo Machado          |                  |            |
| C        | Ahmed Jahouh           | FC Goa           | Definitivo |
| C        | Mandar Rao Dessai      | FC Goa           | Definitivo |
| C        | Hugo Boumous           | FC Goa           | Definitivo |
| C        | Raynier Fernandes      |                  |            |
| C        | Hernán Santana         |                  | Svincolato |
| C        | Cy Goddard             | Benevento        | Prestito   |
| C        | Rowllin Borges         |                  |            |
| C        | Bidyananda Singh       |                  |            |
| C        | Amey Ranawade          | Bengaluru United | Definitivo |
| C        | Vignesh Dakshinamurthy |                  |            |
| C        | Sourav Das             |                  |            |
| A        | Farukh Choudhary       | Jamshedpur       | Definitivo |
| A        | Vikram Pratap Singh    | Indian Arrows    | Definitivo |
| A        | Bartholomew Ogbeche    | Kerala Blasters  | Prestito   |
| A        | Adam le Fondre         | Sydney FC        | Prestito   |
| A        | Pranjal Bhumij         |                  |            |

| Cessioni | Cessioni         | Cessioni           | Cessioni   |
| R.       | Nome             | a                  | Modalità   |
| -------- | ---------------- | ------------------ | ---------- |
| P        | Kunal Sawant     |                    | Svincolato |
| D        | Pratik Chowdhary | Bengaluru          | Definitivo |
| D        | Subashish Bose   | ATK                | Definitivo |
| D        | Mato Grgić       | Rudeš              | Definitivo |
| D        | Keenan Almeida   | Churchill Brothers | Definitivo |
| D        | Davinder Singh   |                    | Svincolato |
| D        | Anwar Ali        | Mohammedan         | Definitivo |
| C        | Mohammed Rafique | East Bengal        | Definitivo |
| C        | Paulo Machado    | Leixões            | Definitivo |
| C        | Surchandra Singh | East Bengal        | Definitivo |
| C        | Mohamed Larbi    | SO Cholet          | Definitivo |
| A        | Diego Carlos     |                    | Svincolato |
| A        | Modou Sougou     |                    | Svincolato |
| A        | Amine Chermiti   |                    | Svincolato |
| A        | Serge Kevyn      |                    | Svincolato |
| A        | Alen Deory       | Mohammedan         | Definitivo |

### Mercato invernale
| Acquisti | Acquisti         | Acquisti   | Acquisti   |
| R.       | Nome             | da         | Modalità   |
| -------- | ---------------- | ---------- | ---------- |
| C        | Jackichand Singh | Jamshedpur | Definitivo |

| Cessioni | Cessioni         | Cessioni    | Cessioni   |
| R.       | Nome             | a           | Modalità   |
| -------- | ---------------- | ----------- | ---------- |
| D        | Sarthak Golui    | East Bengal | Definitivo |
| C        | Sourav Das       | East Bengal | Definitivo |
| A        | Farukh Choudhary | Jamshedpur  | Definitivo |

## Risultati

### Indian Super League
| Arbitro: | Venkatesh R. |

|                         |           |  |
| Kwesi Appiah 49’ (Rig.) | Marcatori |  |

| Arbitro: | Gupta R. |

|  |           |                             |
|  | Marcatori | Adam le Fondre 90+4’ (Rig.) |

| Arbitro: | Nagvenkar T. |

|                                                   |           |  |
| Adam le Fondre 20’, 48’ (Rig.) Hernán Santana 58’ | Marcatori |  |

| Arbitro: | Bakshi R. |

|                                                   |           |  |
| Bartholomew Ogbeche 30’ (Rig.) Rowllin Borges 45’ | Marcatori |  |

| Arbitro: | Meitei A. |

|                                         |           |                    |
| Hernán Santana 45+4’ Adam le Fondre 75’ | Marcatori | 40’ Jakub Sylvestr |

| Arbitro: | Srikrishna C. |

|                         |           |                    |
| Bartholomew Ogbeche 15’ | Marcatori | 9’ Nerijus Valskis |

| Arbitro: | Meitei A. |

|  |           |                                               |
|  | Marcatori | 38’ Vignesh Dakshinamurthy 59’ Adam le Fondre |

| Arbitro: | Kumar Gupta R. |

|                                           |           |  |
| Adam le Fondre 3’ (Rig.) Hugo Boumous 11’ | Marcatori |  |

| Arbitro: | Srikrishna C. |

|                          |           |                                                          |
| Sunil Chhetri 77’ (Rig.) | Marcatori | 9’ Mourtada Fall 15’ Bipin Singh 84’ Bartholomew Ogbeche |

| Arbitro: | Srikrishna C. |

|  |           |                         |
|  | Marcatori | 69’ Bartholomew Ogbeche |

| Bambolim 16 gennaio 2021, ore 15:00 UTC+5:30 12ª giornata | Mumbai City  | 0 – 0 referto | Hyderabad | GMC Stadium (0 spett.)\| Arbitro: \| Arumughan R. \| |
| Arbitro:                                                  | Arumughan R. |               |           |                                                      |

| Arbitro: | Srikrishna C. |

|  |           |                   |
|  | Marcatori | 27’ Mourtada Fall |

| Arbitro: | Kumar S. |

|                 |           |                         |
| Isma 76’ (Rig.) | Marcatori | 21’ Bartholomew Ogbeche |

| Arbitro: | Nagvenkar T. |

|                    |           |                      |
| Adam le Fondre 85’ | Marcatori | 6’, 9’ Deshorn Brown |

| Arbitro: | Kumar Gupta R. |

|                   |           |                                           |
| Vicente Gómez 27’ | Marcatori | 46’ Bipin Singh 67’, Rig.’ Adam le Fondre |

| Arbitro: | Banerji P. |

|                                                          |           |                                                      |
| Hugo Boumous 20’ Adam le Fondre 26’ Rowllin Borges 90+1’ | Marcatori | 45’ Glan Martins 51’ Igor Angulo 90+7’ Ishan Pandita |

| Arbitro: | Kumar Gupta R. |

|                         |           |                                                |
| Adam le Fondre 50’, 72’ | Marcatori | 1’, 22’ Cleiton Silva 57’, 90+4’ Sunil Chhetri |

| Arbitro: | Kundu H. |

|                                    |           |  |
| Boris Singh 72’ David Grande 90+1’ | Marcatori |  |

| Arbitro: | Nagvenkar T. |

|                          |           |                                                                       |
| Diego Maurício 9’ (Rig.) | Marcatori | 13’, 43’ Bartholomew Ogbeche 38’, 47’, 86’ Bipin Singh 44’ Cy Goddard |

| Arbitro: | Nagvenkar T. |

|                                          |           |  |
| Mourtada Fall 7’ Bartholomew Ogbeche 39’ | Marcatori |  |

### Semifinali
| Arbitro: | Banerji P. |

|                                         |           |                                    |
| Igor Angulo 20’ (Rig.) Saviour Gama 59’ | Marcatori | 38’ Hugo Boumous 61’ Mourtada Fall |

| Arbitro: | Meitei A. |

|                                                                        |                      |                                                                       |
| Ogbeche Hernán Boumous R. Fernandes Jahouh Ranawade Fall Dessai Borges | Tiri di rigore 6 – 5 | Bedia B. Fernandes Angulo Garrido Donachie Pandita Ortiz Khan Martins |

### Finale
| Arbitro: | Nagvenkar T. |

|                                 |           |                         |
| Tiri 29’ (A.g.) Bipin Singh 90’ | Marcatori | 18’ David Joel Williams |

| Mumbai City | ATK Mohun Bagan |

|                 |    |                        |       |     |     |
|                 |    |                        |       |     |     |
| GK              | 1  | Amrinder Singh (c)     |       |     |     |
| RB              | 4  | Amey Ranawade          |       | 46’ |     |
| CB              | 25 | Mourtada Fall          |       |     |     |
| CB              | 6  | Hernán Santana         | 20’   |     |     |
| LB              | 23 | Vignesh Dakshinamurthy | 60’   |     |     |
| CM              | 5  | Ahmed Jahouh           |       |     |     |
| CM              | 14 | Rowllin Borges         |       |     |     |
| RM              | 11 | Raynier Fernandes      |       |     |     |
| AM              | 7  | Hugo Boumous           |       | 84’ |     |
| LM              | 29 | Bipin Singh            | 90+1’ |     | 90’ |
| CF              | 9  | Adam le Fondre         |       | 71’ |     |
| A disposizione: |    |                        |       |     |     |
| CF              | 19 | Pranjal Bhumij         |       |     |     |
| CM              | 21 | Cy Goddard             |       | 84’ |     |
| GK              | 34 | Phurba Lachenpa        |       |     |     |
| CF              | 10 | Bartholomew Ogbeche    |       | 71’ |     |
| CB              | 2  | Mohammad Rakip         |       | 46’ |     |
| CM              | 20 | Jackichand Singh       |       |     |     |
| CB              | 15 | Mehtab Singh           |       |     |     |
| CB              | 3  | Tondonba Singh         |       |     |     |
| CF              | 22 | Vikram Pratap Singh    |       |     |     |
| Allenatore      |    |                        |       |     |     |
| Sergio Lobera   |    |                        |       |     |     |

|                     |    |                      |     |       |            |
|                     |    |                      |     |       |            |
| GK                  | 29 | Arindam Bhattacharya |     |       |            |
| CB                  | 20 | Pritam Kotal         | 55’ |       |            |
| CB                  | 44 | Tiri                 | 85’ |       | 29’ (A.g.) |
| CB                  | 5  | Sandesh Jhingan      |     |       |            |
| RM                  | 6  | Manvir Singh         |     |       |            |
| CM                  | 42 | Lenny Rodrigues      |     | 85’   |            |
| CM                  | 8  | Carl McHugh          | 49’ |       |            |
| CM                  | 19 | Javi Hernández       |     | 90+1’ |            |
| LM                  | 15 | Subashish Bose       |     |       |            |
| CF                  | 21 | Roy Krishna (c)      |     |       |            |
| CF                  | 9  | David Joel Williams  |     |       | 18’        |
| A disposizione:     |    |                      |     |       |            |
| CB                  | 33 | Prabir Das           |     |       |            |
| CM                  | 17 | Pronay Halder        |     |       |            |
| CM                  | 90 | Marcelinho           |     | 90+1’ |            |
| GK                  | 12 | Avilash Paul         |     |       |            |
| CF                  | 16 | Jayesh Rane          |     | 85’   |            |
| CB                  | 2  | Sumit Rathi          |     |       |            |
| CM                  | 25 | Michael Regin        |     |       |            |
| CB                  | 24 | Salam Ranjan Singh   |     |       |            |
| CM                  | 7  | Komal Thatal         |     |       |            |
| Allenatore:         |    |                      |     |       |            |
| Antonio López Habas |    |                      |     |       |            |

### Andamento in campionato
| Giornata  | 1  | 2 | 3 | 4 | 5 | 6 | 7 | 8 | 9 | 10 | 11 | 12 | 13 | 14 | 15 | 16 | 17 | 18 | 19 | 20 | 21 | 22 |
| --------- | -- | - | - | - | - | - | - | - | - | -- | -- | -- | -- | -- | -- | -- | -- | -- | -- | -- | -- | -- |
| Luogo     | T  | T | C | C | C | C | T | X | C | T  | T  | C  | X  | T  | T  | C  | T  | C  | C  | T  | T  | C  |
| Risultato | P  | V | V | V | V | N | V | X | V | V  | V  | N  | X  | V  | N  | P  | V  | N  | P  | P  | V  | V  |
| Posizione | 10 | 5 | 2 | 1 | 1 | 1 | 1 | 1 | 1 | 1  | 1  | 1  | 1  | 1  | 1  | 1  | 1  | 1  | 2  | 2  | 2  | 1  |

Legenda:

Luogo: C = Casa; T = Trasferta. Risultato: V = Vittoria; N = Pareggio; P = Sconfitta.